# Morti il 1º agosto
| Questa pagina contiene informazioni ricavate automaticamente dalle voci biografiche con l'ausilio del template Bio e di un bot. L'aggiornamento è periodico e automatico e ricostruisce completamente la pagina. Se manca una persona in questa lista, sei pregato di non aggiungerla, ma accertati piuttosto che la sua voce biografica contenga il template Bio e che i dati anagrafici siano correttamente compilati. Se il template Bio manca, inseriscilo tu stesso o, in alternativa, metti l'avviso {{tmp\|Bio}} che ne segnala la mancanza. Se i dati riportati sono sbagliati, correggi direttamente la voce biografica; le modifiche saranno visibili in questa lista entro pochi giorni. Per chiarimenti vedi il progetto biografie. La lista contiene solo le 473 persone che sono citate nell'enciclopedia e per le quali è stato implementato correttamente il template Bio. Pagina aggiornata al 9 ago 2025. |

## I secolo a.C.(1)
- 30 a.C. - Marco Antonio, politico e generale romano (n. 83 a.C.)

## III secolo(1)
- 260 - Buono, presbitero e santo romano

## IV secolo(1)
- 371 - Eusebio di Vercelli, vescovo e santo italiano (n. 283)

## VI secolo(1)
- 527 - Giustino I, generale e politico romano (n. 450)

## IX secolo(2)
- 873 - Taculfo di Turingia, nobile tedesco
- 883 - Ali ibn Muhammad, politico arabo

## X secolo(1)
- 984 - Æthelwold di Winchester, vescovo e santo britannico

## XI secolo(1)
- 1098 - Ademaro di Monteil, vescovo cattolico e militare francese

## XII secolo(3)
- 1137 - Luigi VI di Francia, re (n. 1081)
- 1146 - Vsevolod II di Kiev, principe (n. 1104)
- 1190 - Fiorenzo III d'Olanda, conte

## XIII secolo(4)
- 1227 - Shimazu Tadahisa, militare giapponese
- 1252 - Giovanni da Pian del Carpine, arcivescovo cattolico italiano
- 1264 - Giovanni I di Meclemburgo, nobile
- 1278 - Enrico Borwin III, principe

## XIV secolo(7)
- 1304 - Pierre de Lamanon, vescovo cattolico francese
- 1326 - Wartislao IV di Pomerania, nobile
- 1332 - Giovanni di Polo, religioso e arcivescovo cattolico italiano
- 1347 - Giovanni da Rieti, religioso italiano
- 1348 - Bianca di Valois, nobile francese (n. 1316)
- 1361 - Jean de Caraman, cardinale francese (n. 1320)
- 1391 - Gastone III Febo, conte (n. 1331)

## XV secolo(6)
- 1402 - Edmondo Plantageneto, I duca di York, duca (n. 1341)
- 1443 - Metrofane II di Costantinopoli, arcivescovo ortodosso bizantino
- 1457 - Lorenzo Valla, umanista, filologo classico e scrittore italiano (n. 1407)
- 1464 - Cosimo de' Medici, politico e banchiere italiano (n. 1389)
- 1494 - Giovanni Santi, pittore italiano
- 1500 - Gioacchino Torriani, teologo, umanista e religioso italiano (n. 1417)

## XVI secolo(13)
- 1503 - Giovanni Borgia, cardinale e arcivescovo cattolico spagnolo (n. 1446)
- 1511 - Matthias Ringmann, cartografo e umanista tedesco (n. 1482)
- 1516 - Luigi I d'Orléans-Longueville, conte (n. 1480)
- 1543 - Magnus I di Sassonia-Lauenburg, duca (n. 1488)
- 1545 - Juan Pardo de Tavera, cardinale e arcivescovo cattolico spagnolo (n. 1472)
- 1546 - Pietro Favre, teologo francese (n. 1506)
- 1553 - Anna de' Medici, nobile italiana (n. 1553)
- 1556 - Girolamo da Carpi, pittore e architetto italiano (n. 1501)
- 1557 - Olao Magno, umanista, geografo e arcivescovo cattolico svedese (n. 1490)
- 1562 - Virgil Solis, incisore, tipografo e pittore tedesco (n. 1514)
- 1580 - Everardo Mercuriano, presbitero e religioso fiammingo (n. 1514)
- 1584 - Marcantonio II Colonna, generale e ammiraglio italiano (n. 1535)
- 1589 - Jacques Clément, religioso francese (n. 1567)

## XVII secolo(17)
- 1603 - Michele Priuli, vescovo cattolico italiano (n. 1547)
- 1605 - Edmund Anderson, giurista inglese (n. 1530)
- 1605 - Tommaso Welbourne, insegnante inglese
- 1610 - Ina Tadatsugu, militare giapponese (n. 1550)
- 1613 - Francesco Grimaldi, architetto e religioso italiano (n. 1543)
- 1629 - Ottavio Bandini, cardinale e arcivescovo cattolico italiano (n. 1558)
- 1630 - Federico Cesi, nobile, scienziato e naturalista italiano (n. 1585)
- 1630 - Gian Giacomo Mora, italiano (n. 1587)
- 1630 - Guglielmo Piazza, italiano
- 1631 - Giovanni Antonio Agostini, pittore e intagliatore italiano (n. 1550)
- 1633 - Daniel Tilenus, religioso e teologo tedesco (n. 1563)
- 1638 - Joachim Anthonisz Wtewael, pittore e incisore olandese
- 1649 - Paweł Piasecki, vescovo cattolico e politico polacco (n. 1579)
- 1651 - Maria Anna Teresa Vasa, principessa polacca (n. 1650)
- 1667 - Paulus Voet, filosofo e giurista olandese (n. 1619)
- 1692 - David Loggan, incisore, disegnatore e editore polacco (n. 1634)
- 1694 - John Michael Wright, pittore britannico (n. 1617)

## XVIII secolo(14)
- 1701 - Jan Chryzostom Pasek, scrittore, nobile e militare polacco (n. 1636)
- 1714 - Anna di Gran Bretagna, sovrana britannica (n. 1665)
- 1715 - Giovanni Ernesto di Sassonia-Weimar, principe e compositore tedesco (n. 1696)
- 1728 - Paolo Antonio Pesenti, presbitero italiano (n. 1666)
- 1743 - Richard Savage, poeta inglese
- 1746 - Bernardino Perfetti, giurista e poeta italiano (n. 1681)
- 1751 - Paul de Lamerie, orafo britannico (n. 1688)
- 1768 - Jacopo Muselli, numismatico e antiquario italiano (n. 1697)
- 1769 - Jean-Baptiste Chappe d'Auteroche, astronomo francese
- 1787 - Alfonso Maria de' Liguori, vescovo cattolico e compositore italiano (n. 1696)
- 1798 - François-Paul Brueys D'Aigalliers, ammiraglio francese (n. 1753)
- 1798 - Luc-Julien-Joseph Casabianca, militare francese (n. 1762)
- 1798 - Antoine René Thévenard, militare francese (n. 1766)
- 1798 - Aristide Aubert du Petit-Thouars, esploratore e militare francese (n. 1760)

## XIX secolo(50)
- 1806 - Vincenzo Lunardi, inventore e ufficiale italiano (n. 1754)
- 1808 - Johann Matthias Schröckh, storico delle religioni austriaco (n. 1733)
- 1808 - Diana Spencer, nobile e artista britannica (n. 1734)
- 1812 - Jakov Petrovič Kul'nev, generale russo (n. 1763)
- 1815 - John Chetwode Eustace, presbitero, scrittore e antiquario britannico
- 1825 - Antonio Lamberto Rusconi, cardinale e vescovo cattolico italiano (n. 1743)
- 1826 - Orazio Antonio Cappelli, poeta, politico e diplomatico italiano (n. 1742)
- 1833 - Gaetano Caponeri, pittore e decoratore italiano
- 1834 - Robert Morrison, missionario, sinologo e lessicografo britannico (n. 1782)
- 1834 - Charlotte de Robespierre, scrittrice francese (n. 1760)
- 1835 - Thomas James Mathias, umanista e poeta inglese (n. 1754)
- 1840 - Karl Otfried Müller, grecista, filologo classico e etruscologo tedesco (n. 1797)
- 1846 - David Heinrich Hoppe, micologo, botanico e naturalista tedesco (n. 1760)
- 1846 - Piero Maroncelli, patriota, musicista e scrittore italiano (n. 1795)
- 1848 - Franz Cramer, violinista e direttore d'orchestra inglese (n. 1772)
- 1851 - Antonio Maria Cadolini, nobile e cardinale italiano (n. 1771)
- 1851 - Heinrich Homberger, avvocato e politico svizzero (n. 1806)
- 1854 - Eugène François d'Arnauld, nobile e politico francese (n. 1774)
- 1856 - Luigi Gillarduzzi, pittore italiano (n. 1822)
- 1857 - Giacomo De Asarta, generale e politico italiano (n. 1780)
- 1858 - Emma di Anhalt-Bernburg-Schaumburg-Hoym, principessa tedesca (n. 1802)
- 1858 - Johann von Wessenberg-Ampringen, politico tedesco (n. 1773)
- 1859 - Stefan Bogoridi, nobile ottomano (n. 1775)
- 1860 - José Jorge Loureiro, politico e militare portoghese (n. 1791)
- 1861 - Antonio Cabral Bejarano, pittore spagnolo (n. 1798)
- 1862 - James Henley Thornwell, predicatore e scrittore statunitense (n. 1812)
- 1863 - Jind Kaur, indiana
- 1865 - Byron Diman, politico statunitense (n. 1795)
- 1866 - Luigi Carlo Farini, medico, storico e politico italiano (n. 1812)
- 1866 - John Ross, nativo americano (n. 1790)
- 1868 - Pier Giuliano Eymard, presbitero e santo francese (n. 1811)
- 1869 - Alexine Tinne, esploratrice olandese (n. 1835)
- 1873 - Cecilia Underwood, nobile britannica
- 1874 - Karl Bernhardi, bibliotecario e linguista tedesco (n. 1799)
- 1875 - Salvatore Riva, politico italiano (n. 1802)
- 1876 - Vincenzo Santini, scultore e saggista italiano (n. 1807)
- 1878 - Hermann Lebert, medico e naturalista tedesco (n. 1813)
- 1884 - Carlo Bossoli, pittore e scenografo svizzero (n. 1815)
- 1884 - Heinrich Laube, scrittore, commediografo e direttore teatrale tedesco (n. 1806)
- 1884 - Sarah Pugh, attivista e insegnante statunitense (n. 1800)
- 1887 - Michail Nikiforovič Katkov, giornalista russo (n. 1818)
- 1889 - Ivan Kukuljević Sakcinski, scrittore, storico e politico croato (n. 1816)
- 1890 - Ferdinand Denis, viaggiatore, storico e bibliotecario francese (n. 1798)
- 1892 - Allen Bathurst, VI conte Bathurst, nobile e politico britannico (n. 1832)
- 1892 - Speed Smith Fry, generale, giudice e avvocato statunitense (n. 1817)
- 1893 - Leonzio, religioso russo (n. 1822)
- 1894 - Joseph Holt, politico e militare statunitense (n. 1807)
- 1896 - William Robert Grove, chimico e giurista gallese (n. 1811)
- 1897 - Gaetano Antoniazzi, liutaio italiano (n. 1825)
- 1898 - László Arany, scrittore ungherese (n. 1844)

## XX secolo(230)
- 1903 - Calamity Jane, pistolera e avventuriera statunitense (n. 1852)
- 1903 - Hamilton Lanphere Smith, scienziato, astronomo e fotografo statunitense (n. 1819)
- 1903 - Eberhard II von Waldburg-Wurzach, principe e politico tedesco (n. 1828)
- 1905 - Henrik Sjöberg, altista, lunghista e velocista svedese (n. 1875)
- 1906 - Salvatore Tomaselli, medico italiano (n. 1830)
- 1910 - Francis Birley, calciatore inglese (n. 1850)
- 1911 - Edwin Austin Abbey, pittore statunitense (n. 1852)
- 1911 - Konrad Duden, filologo, linguista e germanista tedesco (n. 1829)
- 1913 - Nicola Coviello, giurista italiano (n. 1867)
- 1913 - Lesja Ukraïnka, poetessa ucraina (n. 1871)
- 1914 - Teresa Mariani, attrice italiana (n. 1868)
- 1914 - Giuseppe Speroni, ingegnere e politico italiano (n. 1825)
- 1916 - Francesco Caprioli, politico italiano (n. 1833)
- 1917 - Enric Prat de la Riba, avvocato, giornalista e saggista spagnolo (n. 1870)
- 1918 - Carlo Citerni, generale e esploratore italiano (n. 1873)
- 1918 - Carlo Dell'Acqua, politico e imprenditore italiano (n. 1848)
- 1918 - Adolfo Leris, funzionario e politico italiano (n. 1843)
- 1919 - Ray W. Jones, politico statunitense (n. 1855)
- 1919 - Aleksandr Aleksandrovič Kazakov, ufficiale e aviatore russo (n. 1889)
- 1920 - Eugene Gaudio, direttore della fotografia italiano (n. 1886)
- 1920 - Bal Gangadhar Tilak, attivista e politico indiano (n. 1856)
- 1921 - Edwin Luntley, calciatore inglese (n. 1857)
- 1921 - Thomas Mitchell, allenatore di calcio scozzese (n. 1843)
- 1923 - Horace Parnell Tuttle, astronomo statunitense (n. 1839)
- 1926 - Jan Kasprowicz, poeta polacco (n. 1860)
- 1926 - Charles Amable Lenoir, pittore francese (n. 1860)
- 1926 - Israel Zangwill, scrittore, drammaturgo e umorista inglese (n. 1864)
- 1929 - Pietro Egidi, storico italiano (n. 1872)
- 1929 - Henri Goelzer, filologo classico francese (n. 1853)
- 1929 - Louis Haller, schermidore francese (n. 1864)
- 1930 - Henry Henshaw, ornitologo e etnologo statunitense (n. 1850)
- 1931 - Silvio Canevari, scultore e pittore italiano (n. 1893)
- 1932 - Antoni Maria Alcover i Sureda, scrittore spagnolo (n. 1862)
- 1934 - Elías García Martínez, pittore spagnolo (n. 1858)
- 1934 - Karl Wahlberg, giocatore di curling svedese (n. 1874)
- 1935 - Hellmut von Gerlach, politico tedesco (n. 1866)
- 1937 - Ndre Mjeda, poeta e politico albanese (n. 1866)
- 1938 - John Aasen, attore statunitense (n. 1890)
- 1938 - Andrej Sergeevič Bubnov, politico e militare sovietico (n. 1884)
- 1938 - Edmund Tarbell, pittore statunitense (n. 1862)
- 1939 - Tancredi Galimberti, politico e avvocato italiano (n. 1856)
- 1940 - Stefano Cagna, generale e aviatore italiano (n. 1901)
- 1940 - Hugo Lederer, scultore e architetto tedesco (n. 1871)
- 1940 - Gus Meins, regista tedesco (n. 1893)
- 1940 - Ida Nomi, allenatrice di pallacanestro italiana (n. 1873)
- 1941 - Carlo Abate, scultore e anarchico italiano (n. 1859)
- 1941 - Sidney Brown, progettista, collezionista d'arte e imprenditore svizzero (n. 1865)
- 1941 - Angelo Sbrana, sindacalista italiano (n. 1885)
- 1942 - Salvatore Denti Amari di Pirajno, ammiraglio, aviatore e politico italiano (n. 1875)
- 1942 - Gerhard Hirschfelder, presbitero tedesco (n. 1907)
- 1942 - Athos Maestri, aviatore italiano (n. 1913)
- 1942 - Herbert Selpin, regista e sceneggiatore tedesco (n. 1902)
- 1942 - Aleksy Sobaszek, religioso polacco (n. 1895)
- 1943 - Addison Baker, militare e aviatore statunitense (n. 1920)
- 1943 - Marin Ghica, militare e aviatore rumeno (n. 1908)
- 1943 - Lloyd Herbert Hughes, militare e aviatore statunitense (n. 1921)
- 1943 - John Jerstad, militare e aviatore statunitense (n. 1918)
- 1943 - Arthur Knautz, pallamanista tedesco (n. 1911)
- 1943 - Lidija Litvjak, aviatrice sovietica (n. 1921)
- 1943 - Tim Williamson, calciatore inglese (n. 1884)
- 1944 - Eugen Mühlberger, sollevatore tedesco (n. 1902)
- 1944 - Manuel L. Quezon, politico filippino (n. 1878)
- 1945 - Gyula Csortos, attore ungherese (n. 1883)
- 1945 - Naoshi Kanno, aviatore e militare giapponese (n. 1921)
- 1945 - Dante Zeno Rubelli, imprenditore italiano (n. 1878)
- 1947 - Walter DeLeon, sceneggiatore statunitense (n. 1884)
- 1947 - Agrippino Manteo, cantastorie italiano (n. 1884)
- 1947 - Harald Natvig, tiratore a segno norvegese (n. 1872)
- 1947 - Ehrhardt Post, scacchista tedesco (n. 1881)
- 1949 - Lazzaro Luxardo, pittore italiano (n. 1865)
- 1951 - Karel Heijting, calciatore olandese (n. 1883)
- 1952 - Arthur Shearly Cripps, religioso e missionario britannico (n. 1869)
- 1952 - Giulio Del Pelo Pardi, agronomo italiano (n. 1872)
- 1952 - Georg Hax, pallanuotista e ginnasta tedesco (n. 1870)
- 1953 - Mannus Franken, regista e sceneggiatore olandese (n. 1899)
- 1953 - Jānis Mendriks, presbitero e religioso lettone (n. 1907)
- 1953 - William Pepperell Montague, filosofo statunitense (n. 1873)
- 1954 - Charles-Albert Cingria, scrittore svizzero (n. 1883)
- 1954 - Giovanni Cosattini, avvocato e politico italiano (n. 1878)
- 1955 - William Hamilton, velocista statunitense (n. 1883)
- 1955 - Cesare Santagostino, calciatore italiano (n. 1898)
- 1955 - Charles Herbert Shaw, scrittore, giornalista e sceneggiatore australiano (n. 1900)
- 1956 - Harry E. Aitken, produttore cinematografico statunitense (n. 1877)
- 1956 - Antonio Alberti, politico italiano (n. 1883)
- 1956 - Romeo Campanini, politico e sindacalista italiano (n. 1887)
- 1956 - Pietro Dalle Vedove, calciatore italiano (n. 1903)
- 1956 - Josef Taurer, calciatore austriaco (n. 1883)
- 1956 - Giacomo Zuffi, calciatore italiano (n. 1886)
- 1958 - Albert E. Smith, regista, sceneggiatore e produttore cinematografico britannico (n. 1875)
- 1959 - Jean Behra, pilota motociclistico e pilota automobilistico francese (n. 1921)
- 1959 - Ivor Bueb, pilota automobilistico britannico (n. 1923)
- 1959 - Francis de Miomandre, scrittore francese (n. 1880)
- 1960 - Horace Bailey, calciatore inglese (n. 1881)
- 1961 - Domingo Pérez Cáceres, vescovo cattolico spagnolo (n. 1892)
- 1962 - Henry Gordon Bennett, generale australiano (n. 1887)
- 1962 - Constantin Iotzu, architetto romeno (n. 1884)
- 1962 - Colin Campbell Sanborn, zoologo statunitense (n. 1897)
- 1963 - Sigurd Holter, velista norvegese (n. 1886)
- 1963 - Efrem Nobili, imprenditore italiano (n. 1910)
- 1963 - Theodore Roethke, poeta statunitense (n. 1908)
- 1964 - Clarence Abel, hockeista su ghiaccio statunitense (n. 1900)
- 1964 - Pierre Georget, pistard francese (n. 1917)
- 1964 - Battista Giuntelli, ciclista su strada italiano (n. 1900)
- 1965 - Steen Blicher, calciatore danese (n. 1899)
- 1965 - Slim Halderson, hockeista su ghiaccio canadese (n. 1898)
- 1966 - John Spellman, lottatore statunitense (n. 1899)
- 1966 - Charles Whitman, criminale statunitense (n. 1941)
- 1967 - Konrad von Alberti, generale tedesco (n. 1894)
- 1967 - Adrien Arcand, giornalista e politico canadese (n. 1899)
- 1967 - Richard Kuhn, biochimico tedesco (n. 1900)
- 1969 - Márton Lőrincz, lottatore ungherese (n. 1911)
- 1969 - Gerhard Mitter, pilota automobilistico tedesco (n. 1935)
- 1969 - Joseph Schacht, orientalista tedesco (n. 1902)
- 1970 - Gianfranco Bianchin, ciclista su strada italiano (n. 1947)
- 1970 - Vincenzo Del Giudice, giurista italiana (n. 1884)
- 1970 - Frances Farmer, attrice statunitense (n. 1913)
- 1970 - Paolo Lami, calciatore italiano (n. 1907)
- 1970 - Giuseppe Pizzardo, cardinale italiano (n. 1877)
- 1970 - Otto Heinrich Warburg, medico e fisiologo tedesco (n. 1883)
- 1971 - August Oberhauser, calciatore svizzero (n. 1895)
- 1971 - Paul Sawtell, compositore polacco (n. 1906)
- 1972 - Pietro Ghersi, pilota automobilistico e pilota motociclistico italiano (n. 1899)
- 1972 - Emilio Giaccone, educatore italiano (n. 1902)
- 1972 - Josef Hagler, calciatore austriaco (n. 1893)
- 1972 - Erwin Madelung, fisico e cristallografo tedesco (n. 1881)
- 1973 - Jan Domela, artista olandese (n. 1894)
- 1973 - Dolores Hitchens, scrittrice statunitense (n. 1907)
- 1973 - Gian Francesco Malipiero, compositore italiano (n. 1882)
- 1973 - Walter Ulbricht, politico tedesco (n. 1893)
- 1973 - Frederick Worlock, attore inglese (n. 1886)
- 1974 - Ildebrando Antoniutti, cardinale e arcivescovo cattolico italiano (n. 1898)
- 1975 - Reiji Okazaki, biologo giapponese (n. 1930)
- 1976 - Richard Archbold, zoologo e esploratore statunitense (n. 1907)
- 1977 - Giacomo Cannonero, vescovo cattolico italiano (n. 1902)
- 1977 - Francis Gary Powers, aviatore statunitense (n. 1929)
- 1977 - Friedrich Zwazl, calciatore austriaco (n. 1923)
- 1978 - Rudolf Kolisch, violinista austriaco (n. 1896)
- 1979 - Li Ji, archeologo cinese (n. 1896)
- 1979 - Gaspare Pasta, pentatleta e dirigente sportivo italiano (n. 1893)
- 1979 - Jone Romano, attrice italiana (n. 1898)
- 1979 - Aldo Turchetti, medico italiano (n. 1909)
- 1980 - Vincenzo Bianco, politico, antifascista e giornalista italiano (n. 1898)
- 1980 - Patrick Depailler, pilota automobilistico francese (n. 1944)
- 1980 - Strother Martin, attore statunitense (n. 1919)
- 1980 - Michele Genovese, attore e comico italiano (n. 1907)
- 1980 - Frode Sørensen, ciclista su strada danese (n. 1912)
- 1980 - Clare West, costumista statunitense (n. 1889)
- 1981 - Julius Arigi, aviatore austro-ungarico (n. 1895)
- 1981 - Paddy Chayefsky, drammaturgo, sceneggiatore e scrittore statunitense (n. 1923)
- 1981 - Kevin Martin Lynch, rivoluzionario irlandese (n. 1956)
- 1982 - Anna Maria Brizio, storica dell'arte, critica d'arte e funzionaria italiana (n. 1902)
- 1983 - Vicky Lane, attrice e cantante irlandese (n. 1926)
- 1983 - Peter Arne, attore britannico (n. 1920)
- 1984 - Hjalmar Frisk, linguista svedese (n. 1900)
- 1984 - Xavier de Courville, scrittore e storico francese (n. 1894)
- 1985 - Alois Carigiet, pittore, disegnatore e scrittore svizzero (n. 1902)
- 1985 - Helene Engelmann, pattinatrice artistica su ghiaccio austriaca (n. 1898)
- 1985 - Rodolfo Mayer, attore brasiliano (n. 1910)
- 1985 - Manuel Meana, calciatore spagnolo (n. 1901)
- 1985 - Jules Moch, politico, partigiano e ingegnere francese (n. 1893)
- 1985 - Fernando Previtali, direttore d'orchestra e compositore italiano (n. 1907)
- 1985 - Joseph Walker, direttore della fotografia statunitense (n. 1892)
- 1986 - Carlo Confalonieri, cardinale e arcivescovo cattolico italiano (n. 1893)
- 1986 - Willem Klein, matematico olandese (n. 1912)
- 1986 - Giovan Battista Martini, calciatore italiano (n. 1922)
- 1986 - José María Vidal, calciatore spagnolo (n. 1935)
- 1987 - Benson Fong, attore e imprenditore statunitense (n. 1916)
- 1987 - Pola Negri, attrice, cantante e ballerina polacca (n. 1897)
- 1987 - Alois Pfeiffer, sindacalista e politico tedesco (n. 1924)
- 1988 - Zoltán Bitskey, nuotatore ungherese (n. 1904)
- 1988 - John Francis Dearden, cardinale e arcivescovo cattolico statunitense (n. 1907)
- 1988 - Florence Eldridge, attrice statunitense (n. 1901)
- 1988 - Louis-Jean-Frédéric Guyot, cardinale e arcivescovo cattolico francese (n. 1905)
- 1988 - Rino Loddo, cantante italiano (n. 1927)
- 1988 - Steve Mills, calciatore inglese (n. 1953)
- 1988 - Leopold Müller, geologo austriaco (n. 1908)
- 1988 - Hélène Vallier, attrice francese (n. 1932)
- 1988 - Georges Wambst, ciclista su strada e pistard francese (n. 1902)
- 1989 - René Debrie, linguista e lessicografo francese (n. 1920)
- 1989 - John Hirsch, regista teatrale ungherese (n. 1930)
- 1989 - János Kovács, calciatore ungherese (n. 1912)
- 1989 - Catullo Maffioli, imprenditore e politico italiano (n. 1898)
- 1989 - John Ogdon, pianista inglese (n. 1937)
- 1989 - Sergio Rizzi, cestista italiano (n. 1956)
- 1990 - Alberto Beneduce, mafioso italiano (n. 1950)
- 1990 - Norbert Elias, sociologo tedesco (n. 1897)
- 1990 - Graham Frederick Young, serial killer britannico (n. 1947)
- 1991 - Armando Fallanca, calciatore italiano (n. 1922)
- 1991 - Yūsuf Idrīs, scrittore egiziano (n. 1927)
- 1992 - Margarita Aliger, poetessa russa (n. 1915)
- 1992 - Guerrino Cattaneo, calciatore italiano (n. 1908)
- 1992 - Michelangelo Perghem Gelmi, ingegnere e pittore italiano (n. 1911)
- 1993 - Claire Du Brey, attrice statunitense (n. 1892)
- 1993 - Alfred Manessier, pittore, incisore e costumista francese (n. 1911)
- 1993 - Luciano Montero, ciclista su strada spagnolo (n. 1908)
- 1993 - Gerry Sundquist, attore inglese (n. 1955)
- 1994 - Pierre Alleene, sollevatore francese (n. 1909)
- 1994 - Mario Baroni, ciclista su strada italiano (n. 1927)
- 1994 - Valerij Jardy, ciclista su strada e dirigente sportivo sovietico (n. 1948)
- 1995 - Martha Genenger, nuotatrice tedesca (n. 1911)
- 1995 - Colin Falkland Gray, militare e aviatore neozelandese (n. 1914)
- 1995 - Arkadjij Nikolaevič Kol'catyj, regista sovietico (n. 1905)
- 1995 - Satoshi Matsui, cestista giapponese (n. 1915)
- 1996 - Frida Boccara, cantante francese (n. 1940)
- 1996 - Pierre Lucien Claverie, vescovo cattolico francese (n. 1938)
- 1996 - Federico Umberto D'Amato, funzionario, poliziotto e agente segreto italiano (n. 1919)
- 1996 - Mohammed Farah Aidid, politico e generale somalo (n. 1934)
- 1996 - Zulfiya, scrittrice sovietica (n. 1915)
- 1996 - Tadeusz Reichstein, biochimico polacco (n. 1897)
- 1996 - Lucille Teasdale, medico canadese (n. 1929)
- 1996 - Franz Wenninger, pallanuotista austriaco (n. 1910)
- 1997 - Ángel Acuña, cestista messicano (n. 1919)
- 1997 - Ngiratkel Etpison, politico palauano (n. 1925)
- 1997 - Svjatoslav Teofilovič Richter, pianista sovietico (n. 1915)
- 1998 - Eva Bartok, attrice ungherese (n. 1927)
- 1998 - Zheng Chaolin, scrittore e traduttore cinese (n. 1901)
- 1998 - Len Duncan, pilota automobilistico statunitense (n. 1911)
- 1998 - Josef Ludl, calciatore e allenatore di calcio cecoslovacco (n. 1916)
- 1998 - Richard McNamara, attore, doppiatore e direttore del doppiaggio statunitense (n. 1915)
- 1998 - Walter Merlo, mezzofondista e maratoneta italiano (n. 1965)
- 1998 - Vito Roberti, arcivescovo cattolico italiano (n. 1911)
- 1999 - Herbert Hagen, militare e criminale di guerra tedesco (n. 1913)
- 1999 - Augusto Jäggli, architetto svizzero (n. 1911)
- 1999 - Marinus Kok, arcivescovo vetero-cattolico olandese (n. 1916)
- 1999 - Paris Pişmiş, astronoma armena (n. 1911)
- 2000 - Leandro De Nardi, arciere italiano (n. 1948)
- 2000 - Giorgio Faldini, schermidore italiano (n. 1912)
- 2000 - Steve McCrory, pugile statunitense (n. 1964)
- 2000 - Benedetto Pola, pistard italiano (n. 1915)
- 2000 - Galina Sergeeva, attrice sovietica (n. 1914)

## XXI secolo(121)
- 2001 - Dike Eddleman, cestista e altista statunitense (n. 1922)
- 2001 - Korey Stringer, giocatore di football americano statunitense (n. 1974)
- 2001 - Heinz J. Duell, artista, pittore e illustratore tedesco (n. 1938)
- 2001 - Enrique Yarza, calciatore spagnolo (n. 1930)
- 2002 - John McIntosh Bruce, scrittore e aviatore britannico (n. 1923)
- 2002 - Theodore Bruce, lunghista australiano (n. 1923)
- 2002 - Maria Pia Dal Canton, politica italiana (n. 1912)
- 2002 - Adolf Glunz, militare e aviatore tedesco (n. 1916)
- 2002 - Pentti Palkoaho, cestista finlandese (n. 1933)
- 2003 - Mirella Felli, cantante italiana (n. 1964)
- 2003 - Tom Lewis, politico statunitense (n. 1924)
- 2003 - Guy Thys, allenatore di calcio e calciatore belga (n. 1922)
- 2003 - Marie Trintignant, attrice francese (n. 1962)
- 2004 - Philip Hauge Abelson, fisico statunitense (n. 1913)
- 2004 - Marina Mazzei, archeologa italiana (n. 1955)
- 2004 - Madeleine Robinson, attrice francese (n. 1917)
- 2004 - Ante Zemljar, partigiano, poeta e scrittore jugoslavo (n. 1922)
- 2005 - Fahd dell'Arabia Saudita, re saudita
- 2005 - Jeannou Lacaze, generale e politico francese (n. 1924)
- 2005 - Ariel Augusto Nogueira, calciatore brasiliano (n. 1910)
- 2005 - Mario Sbriccoli, storico italiano (n. 1941)
- 2006 - Ramchandra Balaram Parab, calciatore indiano (n. 1922)
- 2006 - Nives Dei Rossi, sciatrice alpina italiana (n. 1909)
- 2006 - Iris Marion Young, filosofa e attivista statunitense (n. 1949)
- 2006 - Jason Rhoades, artista statunitense (n. 1965)
- 2006 - Henry Rivas, chitarrista colombiano (n. 1947)
- 2006 - Ferenc Szusza, calciatore e allenatore di calcio ungherese (n. 1923)
- 2006 - Stjepko Težak, linguista croato (n. 1926)
- 2006 - Johannes Willebrands, cardinale e arcivescovo cattolico olandese (n. 1909)
- 2007 - Didier Baussy-Oulianoff, regista francese (n. 1941)
- 2007 - Ryan Cox, ciclista su strada sudafricano (n. 1979)
- 2007 - Veikko Karvonen, maratoneta finlandese (n. 1926)
- 2007 - Tommy Makem, poeta, cantautore e suonatore di banjo britannico (n. 1932)
- 2008 - Carlos Aponte, calciatore colombiano (n. 1939)
- 2008 - Carlo Belloni, calciatore italiano (n. 1929)
- 2008 - Guido Santin, canottiere italiano (n. 1911)
- 2008 - Johnny Simmons, cestista e giocatore di baseball statunitense (n. 1924)
- 2008 - Tiziano Triani, pittore italiano (n. 1926)
- 2009 - Jerome Anderson, cestista e allenatore di pallacanestro statunitense (n. 1953)
- 2009 - Corazon Aquino, politica filippina (n. 1933)
- 2009 - Elvezio Massai, partigiano e scrittore italiano (n. 1920)
- 2009 - Naomi Sims, modella, imprenditrice e attivista statunitense (n. 1948)
- 2010 - Robert Boyle, scenografo e direttore artistico statunitense (n. 1909)
- 2010 - Gottfried Matthaes, inventore e saggista tedesco (n. 1920)
- 2010 - Meghraji III, principe e politico indiano (n. 1923)
- 2010 - Astore Pittana, trombettista e compositore italiano (n. 1912)
- 2010 - Robby Scodnik, architetto e designer italiano (n. 1938)
- 2012 - Gordon Audley, pattinatore di velocità su ghiaccio canadese (n. 1928)
- 2012 - Jurij Duganov, sollevatore sovietico (n. 1921)
- 2012 - Aldo Maldera, calciatore e dirigente sportivo italiano (n. 1953)
- 2012 - Fausto Rossano, medico, psichiatra e psicanalista italiano (n. 1946)
- 2012 - Keiko Tsushima, attrice giapponese (n. 1926)
- 2012 - Gustavo Vassallo, schermidore argentino (n. 1920)
- 2013 - Pierre Badel, regista francese (n. 1928)
- 2013 - Dick Kazmaier, giocatore di football americano statunitense (n. 1930)
- 2013 - Gail Kobe, attrice e produttrice televisiva statunitense (n. 1929)
- 2013 - Ritham Madubun, calciatore indonesiano (n. 1971)
- 2013 - Jim McGregor, allenatore di pallacanestro statunitense (n. 1921)
- 2014 - Valjancin Bjal'kevič, calciatore bielorusso (n. 1973)
- 2015 - Cilla Black, cantante e attrice britannica (n. 1943)
- 2015 - János Mózner, calciatore e giocatore di calcio a 5 ungherese (n. 1958)
- 2015 - Chiara Pierobon, ciclista su strada e pistard italiana (n. 1993)
- 2015 - Bernard d'Espagnat, fisico, filosofo e saggista francese (n. 1921)
- 2016 - Leszek Arent, cestista polacco (n. 1937)
- 2016 - Alfred Dennis, attore statunitense (n. 1922)
- 2016 - Trajan Djankov, calciatore bulgaro (n. 1976)
- 2016 - Andre Hajdu, compositore e etnomusicologo ungherese (n. 1932)
- 2016 - Gustavo Latis, architetto italiano (n. 1920)
- 2016 - José Gutiérrez Maesso, sceneggiatore, produttore cinematografico e regista spagnolo (n. 1920)
- 2016 - Anna di Borbone-Parma, principessa francese (n. 1923)
- 2017 - Emanuele Cardinale, politico italiano (n. 1940)
- 2017 - Jaroslav Konečný, pallamanista cecoslovacco (n. 1945)
- 2017 - Shôgorô Nishimura, regista giapponese (n. 1930)
- 2017 - Concetto Pozzati, pittore italiano (n. 1935)
- 2017 - John Reaves, giocatore di football americano statunitense (n. 1950)
- 2018 - Mary Carlisle, attrice statunitense (n. 1914)
- 2018 - Rick Genest, modello canadese (n. 1985)
- 2018 - Giovanni Merenda, pittore e scrittore italiano (n. 1942)
- 2018 - Fakir Musafar, artista, fotografo e piercer statunitense (n. 1930)
- 2018 - Rolf Valtin, calciatore statunitense (n. 1925)
- 2018 - Stefano Vetrano, politico e sindacalista italiano (n. 1923)
- 2019 - Annemarie Huber-Hotz, politica, sociologa e etnologa svizzera (n. 1948)
- 2019 - D. A. Pennebaker, regista cinematografico statunitense (n. 1925)
- 2019 - Barrington Pheloung, compositore e direttore d'orchestra australiano (n. 1954)
- 2019 - Harley Race, wrestler statunitense (n. 1943)
- 2020 - Leonardo Bragaglia, attore, scrittore e regista teatrale italiano (n. 1932)
- 2020 - Wilford Brimley, attore e stuntman statunitense (n. 1934)
- 2020 - Rickey Dixon, giocatore di football americano statunitense (n. 1966)
- 2020 - Alex Dupont, calciatore, allenatore di calcio e dirigente sportivo francese (n. 1954)
- 2020 - Vitol'd Kreer, triplista sovietico (n. 1932)
- 2020 - Elly Lieber, slittinista austriaca (n. 1932)
- 2020 - Harley Redin, allenatore di pallacanestro statunitense (n. 1919)
- 2020 - Reni Santoni, attore statunitense (n. 1938)
- 2020 - Sergio Tenente, calciatore italiano (n. 1940)
- 2020 - Marcello Trevisan, calciatore italiano (n. 1942)
- 2021 - Shaykh Abdalqadir as-Sufi al-Murabit, religioso britannico (n. 1930)
- 2021 - Guy Herbulot, vescovo cattolico francese (n. 1925)
- 2021 - Armin Lemme, discobolo tedesco (n. 1955)
- 2021 - Fiorentino Palmiotto, scacchista italiano (n. 1929)
- 2021 - Raffaello Rubino, politico e medico italiano (n. 1928)
- 2021 - Pape Moussa Touré, allenatore di pallacanestro senegalese
- 2022 - Carlos Blixen, cestista uruguaiano (n. 1936)
- 2022 - Milan Đuričić, allenatore di calcio serbo (n. 1961)
- 2022 - John Hughes, calciatore e allenatore di calcio scozzese (n. 1943)
- 2022 - Lucien Kroll, architetto e saggista belga (n. 1927)
- 2022 - Rosa de Castilla, cantante e attrice messicana (n. 1932)
- 2022 - Anny-Chantal Levasseur-Regourd, astronoma e fisica francese (n. 1945)
- 2022 - Ilinka Mitreva, politica macedone (n. 1950)
- 2022 - Omar Monestier, giornalista italiano (n. 1964)
- 2022 - Hans Weilbächer, calciatore tedesco (n. 1933)
- 2023 - Henri Konan Bédié, politico ivoriano (n. 1934)
- 2023 - Geneviève de Fontenay, socialite francese (n. 1932)
- 2024 - Jürgen Ahrend, organaro tedesco (n. 1930)
- 2024 - Pina Bottin, attrice italiana (n. 1933)
- 2024 - Bertrand Fourcade, rugbista a 15, allenatore di rugby a 15 e dirigente sportivo francese (n. 1942)
- 2024 - Jesús Ponce Labastida, allenatore di calcio e calciatore messicano (n. 1929)
- 2024 - Craig Shakespeare, allenatore di calcio e calciatore inglese (n. 1963)
- 2025 - Rahaman Ali, pugile statunitense (n. 1943)
- 2025 - Romano Forleo, ginecologo, sessuologo e politico italiano (n. 1933)
- 2025 - Jonathan Kaplan, regista statunitense (n. 1947)
- 2025 - Jeannie Seely, cantautrice, produttrice discografica e attrice teatrale statunitense (n. 1940)